# SCADA
SCADA significa, en anglès, supervisory control and data acquisition. És a dir: control supervisor i adquisició de dades.
Es tracta d'una aplicació software especialment dissenyada per funcionar en ordinadors en el control de la producció, proporcionant comunicació amb els dispositius de camp (controladors autònoms, autòmats programables, etc.) i controlant el procés de forma automàtica des de la pantalla de l'ordinador. A més proveeix de tota la informació que es genera en el procés productiu a diversos usuaris, tant del mateix nivell com d'altres supervisors dintre de l'empresa: control de qualitat, supervisió, manteniment, etc.
Un sistema SCADA sol consistir en els següents subsistemes:
- Una interfície home-màquina (HMI) és l'aparell que presenta les dades del procés a un humà, i a través d'aquesta interfície la persona pot observar i controlar el procés (monitoratge). Els sistemes HMI podem imaginar-los com una "finestra del procés". Aquesta finestra pot estar en dispositius especials com panells d'un operador a un ordinador. Els sistemes HMI en un ordinador se'ls sol conèixer també com a software HMI o de monitoratge i control de supervisió. Els senyals del procés són conduïts a l'HMI mitjançant dispositius com tarjetes d'entrada/sortida en l'ordinador, PLC's (Controladors lògics programables), PAC's (Controladors d'automatització programables),RTU (Unitat remota d'I/O) o DRIVER's (variadors de velocitat de motors). Tots aquests dispositius han de tenir una comunicació que entengui l'HMI.
- un sistema de supervisió informàtic, que adquireix dades del procés en fa un tractament preprogramat i envia ordres (control) al procés.
- "unitats terminals remotes", que es connecten als sensors del procés i converteixen els senyals dels sensors a dades digitals i els envia al sistema de supervisió.
- connexions de comunicació entre el sistema de supervisió i les unitats terminals remotes.

## Definició
És una aplicació de programari especialment dissenyada per funcionar sobre ordinadors en el control de producció, proporcionant comunicació amb els dispositius de camp (controladors autònoms) i controlant el procés de forma automàtica des de la pantalla de l'ordinador. També proveeix de tota la informació que es genera en el procés productiu a diversos usuaris, tant del mateix nivell, com d'altres usuaris supervisors dins de l'empresa (supervisió, control de qualitat, control de producció, emmagatzematge de dades, etc.).
La realimentació (també anomenada retroalimentació o feedback) és, en una organització, el procés de compartir observacions, preocupacions i suggeriments, amb la intenció de recollir informació, individualment o col·lectivament, per millorar o modificar diversos aspectes del funcionament d'una organització. La realimentació ha de ser bidireccional de manera que la millora contínua sigui possible, en l'escalafó jeràrquic, de dalt cap a baix i de baix cap a dalt.
En teoria de la cibernètica i de control, la realimentació és un procés pel qual una certa proporció del senyal de sortida d'un sistema es redirigeix de nou a l'entrada. Això és d'ús freqüent per a controlar el comportament dinàmic del sistema. Els exemples de la realimsentació es poden trobar en la majoria dels sistemes complexos, tals com enginyeria, arquitectura, economia, i biologia. Arturo Rosenblueth, investigador mexicà i mèdic en què el seu seminari de 1943 va fer una ponència anomenada "Behavior, Purpose and Teleology" ("comportament, propòsit i teleologia"), d'acord amb Norbert Wiener, va fixar les bases per a la nova ciència de la cibernètica i va proposar que el comportament controlat per la realimentació negativa, aplicada a un animal, a l'ésser humà o a les màquines, era un principi determinant i directiu en la naturalesa o en les creacions humanes.
Hi ha dos tipus de sistemes. Els no realimentats o de llaç obert i els realimentats o de llaç tancat. Els sistemes de control realimentats es diuen de llaç tancat. El llaç tancat funciona de tal manera que fa que el sistema es realimenti, la sortida torna al principi perquè analitzi la diferència i en una segona opció ajusti més, així fins que l'error és 0. Qualsevol concepte bàsic que tingui per naturalesa una quantitat controlada com per exemple la temperatura, velocitat, pressió, cabal, força, posició, etc. Són paràmetres de control de llaç tancat. Els sistemes de llaç obert no es comparen a la variable controlada amb una entrada de referència. Cada ajustatge d'entrada determina una posició de funcionament fixa dels elements de control.
Necessitats de la supervisió de processos:
- Limitacions de la visualització dels sistemes d'adquisició i control.
- Control software. Tancament del llaç del control.
- Recollir, emmagatzemar i visualitzar la informació.

## Supervisió vs. control
Hi ha, en diverses indústries, una considerable confusió sobre les diferències entre els sistemes SCADA i sistemes de control distribuït (DCS). En termes generals, un sistema SCADA es refereix sempre a un sistema que coordina, però no controla els processos en temps real. La discussió sobre el control en temps real és una mica enterbolit per la tecnologia de telecomunicacions més recent, el que permet fiablement, en baixa latència, les comunicacions d'alta velocitat en àrees extenses. La majoria de les diferències entre el SCADA i DCS estan determinades culturalment i en general poden ser ignorades. Així com les infraestructures de comunicació amb més capacitat siguin disponibles, la diferència entre el SCADA i DCS s'esvairà.

## Llaç obert i tancat
Existeixen dos tipus de sistemes principalment. Els no realimentats o de llaç obert i els realimentats o de llaç tancat.
El llaç tancat funciona de tal manera que fa que el sistema es realimenti, la sortida torna al principi perquè analitzi la diferència i en una segona opció faci un ajust, així fins que l'error és 0. Qualsevol concepte bàsic que tingui com a naturalesa una quantitat controlada com ara temperatura, velocitat, pressió, cabal, força, posició, etc. són paràmetres de control de llaç tancat.
Els sistemes de llaç obert no es comparen a la variable controlada amb una entrada de referència. Cada ajust d'entrada determina una posició de funcionament fix en els elements de control.
La realimentació és un mecanisme, un procés, el qual, el seu senyal es mou dintre d'un sistema i torna al principi d'aquest sistema ella mateixa com un bucle. Aquest bucle es diu "bucle de realimentació". En un sistema de control, aquest té entrades i sortides del sistema; quan comença del senyal de sortida del sistema, torna de nou al sistema com a part de la seva entrada, a això se l'hi diu realimentació o retroalimentació.
La realimentació i l'autorregulació estan relacionades. La realimentació negativa, que és la més comuna, ajuda a mantenir l'estabilitat en un sistema, tot i els cnvis externs que poden haver-hi. La realimentació positiva amplifica les possibilitats creatives, és la condició necessària per incrementar els canvis. Dona al sistema la capacitat de tenir accés a nous punts d'equilibri.

## Esquema d'un sistema típic

Esquema d'un circuit SCADA

Aquest esquema és un exemple de l'aplicació del sistema SCADA en àrees industrials. Aquestes àrees poden ser: 
- Monitorar processos químics, físics o de transport en sistemes de subministrament d'aigua, per controlar la generació i distribució d'energia elèctrica, de gas o en oleoductes i altres processos de distribució.
- Gestió de la producció (facilita la programació de la fabricació).
- Manteniment (proporciona magnituds d'interès com per avaluar i determinar maneres d'error, MTBF, índexs de Fiabilitat, entre altres).
- Control de Qualitat (proporciona de manera automatitzada les dades necessàries per calcular índexs d'estabilitat de la producció CP i CPK, toleràncies, índex de peces NOK / OK, etc.
- Administració (actualment poden enllaçar-se aquestes dades de l'SCADA amb un servidor ERP (Enterprise Resource Planning o sistema de planificació de recursos empresarials), i integrar-se com un mòdul més).
- Tractament històric d'informació (mitjançant la seva incorporació a bases de dades).

## Definicions del Sistema
Supervisió: acte d'observar el treball o tasques d'un altre (individu o màquina) que pot no conèixer el tema en profunditat, supervisar no significa el control sobre l'altre, sinó guiar-lo en un context de treball, professional o personal, és a dir amb finalitats correctives i de modificació.
Automàtica: ciència tecnològica que busca la incorporació d'elements d'execució autònoma que emulen el comportament humà o fins i tot superior.
'Principals famílies: ' ' ' autòmats, robots, controls de moviment, adquisició de dades, visió artificial, etc.
PLC: Programmable Logic Controller Controlador lògic programable.
PAC: Programmable Automation Controller Controlador d'automatització programable.
Un sistema SCADA inclou un maquinari de senyal d'entrada i sortida, controladors, interfície home-màquina (HMI), xarxes, comunicacions, base de dades i programari.
El terme SCADA usualment es refereix a un sistema central que monitora i controla un lloc complet o una part d'un lloc que ens interessa controlar (el control pot ser sobre màquines en general, dipòsits, bombes, etc.) O finalment un sistema que s'estén sobre una gran distància (km / milles). La major part del control del lloc és en realitat realitzada automàticament per una Unitat Terminal Remota (UTR), per un Controlador Lògic Programable (PLC) i més actualment per un Controlador d'Automatització Programable (PAC). Les funcions de control del servidor estan gairebé sempre restringides a reajustaments bàsics del lloc o capacitats de nivell de supervisió. Per exemple un PLC pot controlar el flux d'aigua freda a través d'un procés, però un sistema SCADA pot permetre a un operador canviar el punt de consigna (set point) de control per al flux, i permetrà gravar i mostrar qualsevol condició d'alarma com la pèrdua d'un flux o una alta temperatura. La realimentació del llaç de control és tancada a través de l'RTU o el PLC, el sistema SCADA monitora el desenvolupament general d'aquest llaç. El sistema SCADA també pot mostrar gràfiques amb històrics, taules amb alarmes i esdeveniments, permisos i accessos dels usuaris ...

## Infraestructura i Mètodes de Comunicació
Els sistemes SCADA tenen tradicionalment una combinació de radios i senyals directes serials o connexions de mòdem per a conèixer els requeriments de comunicacions, fins i tot Ethernet e IP sobre SONET (fibra òptica) és també sovint utilitzada en llocs molt grans com ferrocarrils i estacions d'energia elèctrica. És més, els mètodes de connexió entre sistemes pot inclòs que sigui a través de comunicació wireless (per exemple si volem enviar el senyal a una PDA, a un telèfon mòbil…) i així no haver d'utilitzar cables.
Perquè la instal·lació d'una SCADA sigui perfectament aprofitada, ha de complir diversos objectius:
1.Han d'ésser sistemes d'arquitectura oberta (capaços d'adaptar-se segons les necessitats de l'empresa).
2.Han de comunicar-se amb facilitat a l'usuari amb l'equip de planta i la resta de l'empresa (xarxes locals i de gestió).
3.Han d'ésser programes senzills d'instal·lar, sense excessives exigències de hardware. També han d'ésser d'utilització fàcil.

## Concepte del sistema
El terme SCADA usat actualment es refereix a un sistema central que monitora i controla una part o el total d'un procés que ens interessa controlar.
En aquest tipus de sistemes usualment existeix un ordinador, que efectua tasques de supervisió i gestió d'alarmes, així com tractament de dades i control de processos. La comunicació es realitza mitjançant busos especials o xarxes LAN. Tot això s'ejecta normalment en temps reial, i són dissenyats per dunar a l'operador de planta la possibilitat de supervisar i controlar els processos de producció.
Els sistemes scada donen serveis a indústries, instal·lacions aeroportuarias, centrals nuclears, centrals de carbó per la generació d'electricitat, de defensa nacional, armamentísticas, aeroespacials o hidroelèctriques, per citar alguns exemples. Dintre de les operacions de sistema que es poden realitzar moltes d'elles són d'important repercussió és per això que han de ser sistemes molt ben protegits.

## Components del Sistema
Els tres components del sistema SCADA són:
1.Múltiples Unitats de Terminal Remota (també coneguda com a UTR, RTU o Estacions Externes)
La UTR es connecta a l'equip físicament i llegeix les dades d'estat com els estats obert/tancat des d'una vàlvula o un interruptor, llegeix les mesures com pressió, flux, voltatge o corrent. Per l'equip, el UTR pot enviar senyals que poden controlar els estats: obrir-lo, tancar-lo, intercanviar la vàlvula o configurar la velocitat de la bomba, posar-la en marxa, aturar-la.
La UTR pot llegir l'estat de les dades digitals o mesures de dades analògiques i enviar comandaments digitals de sortida o punts d'ajust analògics.
Una de les parts més importants de la implementació de SCADA són les alarmes. Una alarma és un punt d'estat digital que té cada valor NORMAL o ALARMA. L'alarma es pot crear en cada pas que els requeriments ho necessitin. Un exemple d'una alarma és la llum de "tanc de combustible buit" de l'automòbil. L'operador de SCADA posa atenció a la part del sistema que ho requereixi, per l'alarma. Es poden enviar per correu electrònic o missatges de text amb l'activació d'una alarma, alertant a l'administrador o fins i tot a l'operador de SCADA.
2.Estació Mestra i Computador amb HMI
El terme "Estació Mestra" es refereix als servidors i al programari responsable per a comunicar-se amb l'equip del camp (UTRs, PLCs, etc.) en aquests hi ha el programari HMI corrent per a les estacions de treball a l'habitació de control, o en qualsevol altre costat. En un sistema SCADA petit, l'estació mestra pot estar en un sol ordinador, A gran escala, en els sistemes SCADA l'estació mestra pot incloure molts servidors, aplicacions de programari distribuït, i llocs de recuperació de desastres.
El sistema SCADA normalment presenta la informació al personal operatiu de manera gràfica, en forma d'un diagrama de representació. Això significa que l'operador pot veure un esquema que representa la planta que està sent controlada. Per exemple un dibuix d'una bomba connectada a la canonada pot mostrar a l'operador que fa fluid està sent bombat des de la bomba a través de la canonada en un moment donat o bé el nivell de líquid d'un tanc o si la vàlvula està oberta o tancada. Els diagrames de representació pot consistir en gràfics de línies i símbols esquemàtics per a representar els elements del procés, o poden consistir en fotografies digitals dels equips sobre els quals s'animen les seqüències.
Els blocs de programari d'un SCADA (mòduls), permeten activitats d'adquisició, supervisió i control.

### Característiques
- Configuració: permet definir l'entorn de treball del SCADA, adaptant-lo a l'aplicació particular que es vol desenvolupar.
- Interfície gràfica de l'operador: proporciona a l'operador les funcions de control i supervisió de la planta. El procés es representa mitjançant sinòptics gràfics emmagatzemats a l'ordinador de procés i generats des de l'editor incorporat al SCADA o importats des d'una altra aplicació a la configuració del paquet.
- Mòdul de procés: executa les accions de comandament preprogramades a partir dels valors actuals de variables llegides.
- Gestió i arxiu de dades: emmagatzematge i processat ordenat de dades, de manera que una altra aplicació o dispositiu pugui tenir accés a ells.
- Comunicacions: transferència d'informació entre la planta i l'arquitectura de maquinari que suporta el SCADA, i també entre aquesta i la resta d'elements informàtics de gestió.

El paquet HMI per al sistema SCADA típicament inclou un programa de dibuix amb el qual els operadors o el personal de manteniment del sistema poden canviar l'aparença de la interfície. Aquestes representacions poden ser tan simples com unes llums de trànsit a la pantalla, les quals representen l'estat actual d'un camp en el trànsit actual, o tan complexes com una pantalla de multiprojector representant posicions de tots els elevadors en un gratacel o tots els trens d'una via fèrria. Plataformes obertes com GNU / Linux que no eren àmpliament utilitzats inicialment, es fan servir a causa de l'ambient de desenvolupament altament dinàmic i perquè un client que té la capacitat d'acomodar-se en el camp del maquinari i mecanismes a ser controlats que usualment es venen Unix o amb llicències OpenVMS. Avui tots els grans sistemes són usats en els servidors de l'estació mestra així com en les estacions de treball HMI.

### Filosofia Operacional
En comptes de confiar en la intervenció de l'operador o en l'automatització de l'estació mestra, els RTU poden ara ser requerits per a operar ells mateixos, realitzant el seu propi control sobretot per temes de seguretat. El software de l'estació mestre requereix fer més anàlisis de dades abans de ser presentats als operadors, incloent-hi anàlisis històriques i anàlisis associades amb els requeriments de la indústria particular. Els requeriments de seguretat està sent aplicats en els sistemes com un tot i fins i tot el software de l'estació mestre ha d'implementar els estàndards més forts de seguretat en certs mercats.
3.Infraestructura de comunicació
Els sistemes SCADA tenen tradicionalment una combinació de ràdios i senyals directes serials o connexions de mòdem per conèixer els requeriments de comunicacions, fins i tot Ethernet i IP sobre SONET (fibra òptica) és també sovint utilitzada en llocs molt grans com ferrocarrils i estacions d'energia elèctrica. És més, els mètodes de connexió entre sistemes pot fins i tot que sigui a través de comunicació wireless (per exemple si volem enviar el senyal a una PDA, a un telèfon mòbil…) i així no haver d'utilitzar cables.
Perquè la instal·lació d'un SCADA sigui perfectament aprofitada, ha de complir diversos objectius:
1. Han de ser sistemes on l'arquitectura oberta (capaços d'adaptar-se segons les necessitats de l'empresa).
2. Han de comunicar-se amb facilitat a l'usuari amb l'equip de planta i la resta de l'empresa (xarxes locals i de gestió).
3. Han de ser programes senzills d'instal·lar, sense excessives exigències de maquinari. També han de ser d'utilització fàcil.

## Interfície home-màquina
Una interfície Home - Màquina o HMI ("Human Machine Interface") és l'aparell que presenta les dades a un operador (humà) i a través del qual aquest controla el procés.
Els sistemes HMI podem pensar-los com una "finestra d'un procés". Aquesta finestra pot estar en dispositius especials com panells d'operador o en un ordinador. Els sistemes HMI en ordinadors es coneixen també com programari HMI o de monitoratge i control de supervisió. Els senyals del procés són conduïts al HMI per mitjà de dispositius com targetes d'entrada/sortida en l'ordinador, PLC's (Controladors lògics programables), Pacs (Controlador d'automatització programable), RTU (Unitats remotes d'I/O) o DRIVER's (Variadores de velocitat de motors). Tots aquests dispositius han de tenir una comunicació que entengui el HMI.
La indústria de HMI va néixer essencialment de la necessitat d'estandarditzar la manera de monitorar i de controlar múltiples sistemes remots, PLCs i altres mecanismes de control. Encara que un PLC realitza automàticament un control preprogramat sobre un procés, normalment es distribuïxen al llarg de tota la planta, fent difícil recollir les dades de manera manual, els sistemes SCADA ho fan de manera automàtica. Històricament els PLC no tenen una manera estàndard de presentar la informació a l'operador. L'obtenció de les dades pel sistema SCADA part des del PLC o des d'altres controladors i es realitza per mitjà d'algun tipus de xarxa, posteriorment aquesta informació és combinada i formatada. Un HMI pot tenir també vincles amb una base de dades per a proporcionar les tendències, les dades de diagnòstic i maneig de la informació així com un cronograma de procediments de manteniment, informació logística, esquemes detallats per a un sensor o màquina en particular, fins i tot sistemes experts amb guia de resolució de problemes. Des de prop de 1998, virtualment tots els productors principals de PLC oferixen integració amb sistemes HMI/SCADA, molts d'ells usen protocols de comunicacions oberts i no propietaris. Nombrosos paquets de HMI/SCADA de tercers oferixen compatibilitat incorporada amb la majoria de PLCs, inclosa l'entrada al mercat d'enginyers mecànics, elèctrics i tècnics per a configurar aquestes interfícies per si mateixos, sense la necessitat d'un programa fet a mesura escrit per un desenvolupador de programari. SCADA és popular a causa d'aquesta compatibilitat i seguretat. Aquesta s'usa des d'aplicacions petites, com controladors de temperatura en un espai, fins a aplicacions molt grans com el control de plantes nuclears.
SCADA és popular a causa d'aquesta compatibilitat i seguretat. Aquesta es fa servir des d'aplicacions petites, com controladors de temperatura en un espai, fins aplicacions molt grans com el control de plantes nuclears.
L'HMI del sistema SCADA típicament inclou un programa de dibuix que els operadors o personal de manteniment del sistema utilitzen per canviar la forma en què aquests punts estan representats en la interfície. Aquestes representacions poden ser tan simples com un semàfor a la pantalla que representa l'estat d'un semàfor real en la carretera, o tan complex com una pantalla multi-projector que representa la posició de tots els ascensors en un gratacel o la totalitat dels trens en una via fèrria.

## Aplicacions SCADA
Per desenvolupar un sistema SCADA és necessari un IDE en el qual dissenyar, entre altres coses: 
- L'aspecte que tindrà el SCADA
- Les funcions i esdeveniments que ha d'executar quan s'interacciona amb la seva interfície HMI
- Les operacions i càlculs que ha de realitzar amb les dades adquirides

Així doncs, una de les solucions en el control SCADA és utilitzar l'aplicació creada juntament amb un programa per a monitorar, controlar i automatitzar senyals analògics i digitals, capturats a través de targetes d'adquisició de dades. Un dels programes més utilitzats per a aquest fi és el LabView (National Instruments).

## Exemple pràctic per entendre un sistema SCADA
Un sistema SCADA serveix per supervisar i el seu principal objectiu és mesurar amb la finalitat de corregir.
Per exemple, tenim un procés químic, que pot ser des d'una fàbrica de gelatina, a una d'antibiòtics ... que es vol supervisar. Nosaltres posarem a la planta de producció PLCs, PCs, HMI ... és a dir, un sistema operatiu. Les dades obtingudes per aquests sistemes són transportades a través d'un bus o diversos busos a un servidor (server), que és el supervisor, que controla, mitjançant l'esmentat SCADA. Aquest enviament de dades també es pot fer a través d'ethernet.
El servidor, al seu temps, envia les dades a una base de dades amb la finalitat d'emmagatzemar tota la informació (per a treballar-hi, crear històrics d'errors o alarmes, etc.). Aquesta base de dades pot estar integrada dins del disc dur del mateix servidor. També és possible que el servidor enviï la informació a un altre PC, PDA, Telf, internet, etc., és a dir, que transmeti la informació a altres sistemes operatius, en què els clients, accionistes, caps, supervisors, etc., poden accedir a la informació.

## Solucions de Hardware
La solució de SCADA sovint té components del sistema de control distribuït, DCS (Distribuited Control System). L'ús de RTUs o PLCs o últimament PACs sense involucrar computadores mestres està augmentant, els quals són autònoms executant processos de lógica simple. Sovint s'utilitza un llenguatge de programació funcional per crear programes que corrin en aquests RTUs i PLCs, sempre seguint els estàndards de la norma IEC 61131-3. La complexitat i la naturalesa d'aquest tipus de programació fa que els programadors necessitin certa especialització i coneixement sobre els actuadors que van a programar. Tot i que la programació d'aquests elements és lleugerament diferent de la programació tradicional, també s'utilitzen llenguatges que estableixen procediments, com poden ser FORTRAN, C o Ada95. Això els permet als enginyers de sistemes SCADA implementar programes per ser executats en RTUs o un PLCs.
Una opció oberta de programació de SCADAs és amb LabVIEW doncs permet connectar-se de forma eficient a tots els subsistemes independentment del fabricant.
A diferència d'una llengua de procediment, com el llenguatge de programació C o FORTRAN, el IEC 61131-3 té requisits mínims de formació en virtut de ser semblant a les històriques matrius de controls físics. Això permet que els mateixos enginyers puguin fer sistemes SCADA per dur a terme tant el disseny i la implementació d'un programa que s'executa en una RTU/PLC/PAC. Un controlador d'automatització programable (PAC) és un controlador compacte que combina les característiques i capacitats d'un sistema de control basat en PC amb la d'un típic PLC. Els PAC s'implementen en els sistemes SCADA per proporcionar funcions de RTU i PLC. En moltes subestacions elèctriques hi ha aplicacions SCADA, "distribuït RTU" processadors d'informació sobre l'ús o l'estació d'ordinadors per comunicar-se amb els relés de protecció digital, els PAC i altres dispositius d'E / S, i comunicar-se amb el mestre SCADA en lloc d'una RTU tradicional.
Des d'aproximadament 1998, pràcticament tots els principals fabricants de PLC/PAC integren sistemes HMI / SCADA, molts d'ells utilitzant protocols de comunicació oberts i no propietaris. Nombrosos paquets especialitzats de tercers ofereixen compatibilitat integrada amb la majoria dels PLC més coneguts. També han entrat en el mercat, permetent als enginyers mecànics, enginyers elèctrics i tècnics per configurar el HMI per si mateixos, sense la necessitat d'un programa a mida escrit per un desenvolupador de programari.
La RTU es connecta a l'equip físic. En general, una RTU conversos els senyals elèctrics dels equips als valors digitals, com ara l'estat obert / tancat d'un interruptor o una vàlvula, o mesures com la pressió, flux, voltatge o corrent. Mitjançant la conversió i l'enviament d'aquests senyals elèctrics a equips de la RTU pot controlar equips, com ara obrir o tancar un interruptor o una vàlvula, o ajustar la velocitat d'una bomba. Estació de Vigilància
El terme "estació de vigilància" es refereix als servidors i el software encarregat de comunicar-se amb l'equip de camp (RTUs, PLCs, etc.), i després el programari HMI que s'executen en estacions de treball a la sala de control, o en un altre lloc. En petits sistemes SCADA, l'estació mestra pot estar compost per un únic PC. Concepte més ampli dels sistemes SCADA, l'estació mestra pot incloure diversos servidors, aplicacions distribuïdes de software i llocs de recuperació de desastres. Per augmentar la integritat del sistema dels servidors múltiples sovint es configurarà en una formació de doble redundant o espera activa que proporcionen un control continu i supervisió en el cas d'un error del servidor. filosofia operativa
En algunes instal·lacions, els costos que es derivarien del sistema de control no són molt altes. És possible que fins i tot la vida es poden perdre. Maquinari per a alguns sistemes SCADA és sòlidament per resistir la temperatura, vibració i voltatges extrems, però en la majoria d'instal·lacions crítiques fiabilitat és més gran per tenir maquinari redundant i canals de comunicació, fins al punt de tenir múltiples totalment equipats centres de control. Una part no pot ser ràpidament identificats i la seva funcionalitat automàticament assumida pel maquinari de còpia de seguretat. Una part no pot sovint ser reemplaçats sense interrompre el procés. La fiabilitat d'aquests sistemes pot ser calculat estadísticament i s'afirma com el temps mitjà fins a la resolució, que és una variant de temps mitjà entre falles. El còmput de temps mitjà fins a la resolució d'aquests sistemes d'alta fiabilitat pot ser de l'ordre dels segles. La infraestructura de comunicació i els mètodes
Els sistemes SCADA han utilitzat tradicionalment combinacions de connexions de ràdio i en sèrie directament o mòdem per satisfer les necessitats de comunicació, tot i Ethernet i IP sobre SONET/SDH també s'utilitza sovint en els llocs grans, com els ferrocarrils i centrals elèctriques. L'administració remota o una funció de vigilància d'un sistema SCADA es refereix sovint com la telemetria.
Això també ha estat objecte d'amenaces amb alguns clients que volen les dades SCADA per desplaçar-se sobre les seves xarxes corporatives preestablertes o per compartir la xarxa amb altres aplicacions. El llegat dels primers protocols de baix amplada de banda segueix sent, però. protocols SCADA estan dissenyats per ser molt compacte i molts estan dissenyats per enviar informació a l'estació principal només quan les urnes estació principal de la RTU.
Típica llegat protocols SCADA inclouen Modbus RTU, RP 570, Profibus i Conitel. Aquests són tots els protocols de comunicació específics SCADA-venedor, però són àmpliament adoptats i utilitzats. protocols estàndard són IEC 60870-5-101 o 104, IEC 61850 i DNP3. Aquests protocols de comunicació normalitzats i reconeguts per tots els principals proveïdors de SCADA. Molts d'aquests protocols s'inclouen ara les extensions per operar a través de TCP / IP. És una bona pràctica d'enginyeria de seguretat per evitar la connexió de sistemes SCADA per la Internet de manera que la superfície d'atac es redueix.
RTU i altres dispositius de control automàtic s'estaven desenvolupant abans de l'arribada de les normes de tota la indústria per a la interoperabilitat. El resultat és que els desenvolupadors i la seva gestió va crear una multitud de protocols de control. Entre els proveïdors més grans, també hi havia l'incentiu per crear el seu propi protocol per "congelar" la seva base de clients. Una llista dels protocols de l'automatització s'està compilant aquí.
Recentment, OLE for Process Control (OPC) s'ha convertit en una solució àmpliament acceptada per a la intercomunicació de maquinari i programari diferents, permetent la comunicació entre dispositius, fins i tot inicialment no destinats a formar part d'una xarxa industrial.